# Gama-aminomaslačna kiselina
Gama-aminomaslačna kiselina (γ-aminomaslačna kiselina, 4-aminobutanska kiselina, skraćeno GABA) je glavni inhibicijski neurotransmitor u središnjem živčanom sustavu odraslih sisavaca. Tijekom razvoja mozga ima ekscitacijsko djelovanje.

## Biosinteza
GABA se u organizmu sintetizira iz aminokiseline glutamata, glavnog ekscitacijskog neurotransmitora, pomoću enzima glutamat-dekarboksilaze koji kao kofaktor sadrži piridoksal fosfat (aktivni oblik vitamina B6).

## Razgradnja
GABA se razgrađuje reakcijom transaminacije u kojoj se amino-skupina prenosi na alfa-ketoglutarat. Reakciju katalizira enzim GABA-transaminaza. Nastaju glutamat i sukcinat semialdehid koji se oksidira u sukcinat i ulazi u ciklus limunske kiseline.

## GABA receptori[6]
Dva su tipa GABA receptora:
- GABAA receptori su ionotropni (receptori vezani na ionske kanale). Smješteni su na postsinaptičkom neuronu te su posrednici brze postsinaptičke inhibicije. Vezanjem GABA-e na GABAA receptor dolazi do otvaranja ionskog kanala koji je selektivno propustan za kloridne ione.  Cl- potom ulazi u postsinaptički neuron, uzrokuje njegovu hiperpolarizaciju te tako smanjuje njegovu podražljivost.

GABAA receptori su pentameri, a većinu izgrađuju 3 tipa podjedinica – α, β i γ. Svaka od podjedinica može postojati u 3 do 6 podvrsta, tako da postoji velik broj različitih varijacija GABAA receptora.
- GABAB receptori su metabotropni (GPCR - receptori vezani za G-proteine). Smješteni su presinaptički i postsinaptički te posreduju presinaptičkoj inhibiciji (zatvaraju Ca2+ kanale te smanjuju oslobađanje neurotransmitora) te postsinaptičkoj inhibiciji (povećava propusnost za K+, K+ izlazi iz postsinaptičkog neurona što dovodi do njegove hiperpolarizacije).

## Lijekovi koji djeluju na GABAergički sustav (GABAergici)
Lijekovi koji pojačavaju aktivnost GABA-e općenito imaju anksiolitičko, sedativno, hipnotičko, antikonvulzivno i miorelaksirajuće djelovanje. Također mogu izazvati anterogradnu ili retrogradnu amneziju.

- Ligandi GABAA receptora
  - Agonisti/pozitivni alosterički modulatori
    - Benzodiazepini
    - Barbiturati
    - Z-lijekovi
    - Neurosteroidi
    - L-teanin (zeleni čaj)
    - Alkohol[7][8][9]
    - muscimol (halucinogeni alkaloid iz muhare)

  - Antagonisti/negativni alosterički modulatori
    - Flumazenil

- Ligandi GABAB receptora
  - Baklofen
  - GHB[10]

- Inhibitori GABA-transaminaze
  - Ružmarinska kiselina (matičnjak)[11]
  - Valproat (valerijana)
  - Vigabatrin

- Analozi GABA-e
  - Pregabalin
  - Gabapentin[12]